# ノークラス
ノークラス（No Class、1974年 - 1993年）はカナダの競走馬、繁殖牝馬。非常に優れた繁殖成績を残し、1985年のソヴリン賞最優秀繁殖牝馬に輝き、1997年にカナダ競馬名誉の殿堂に殿堂馬として選出された。

## 経歴
1969-1970年アメリカ最優秀古牡馬（サラブレッド競馬協会発表）で1981年リーディングサイアーとなるノーダブルを父、クラッシーキロを母としてカナダオンタリオ州ストラトフォードのジャックフードファームで生まれた。1975年、1歳になったノークラスはカナダサラブレッドホース協会のイヤリングセールに上場され、サムソンファームによって25,000ドルで落札された。競走馬としては29戦したものの3勝にとどまり、繁殖牝馬となった。

## 繁殖成績
ノークラスはサムソンファームで繁殖牝馬となった。初仔のクラシックキャノネイドがいきなりステークスウィナーとなり繁殖牝馬として順調なスタートを切ると、第2仔のクラッシーンスマートがカナダ最優秀3歳牝馬に選ばれ、第3仔のグレイクラシックがカナダ最優秀2歳牡馬となったことで早くもカナダ最優秀繁殖牝馬に輝いた。その後もノークラスの産駒は勝ち続け、第4仔のリーガルクラシックがカナダ最優秀2歳牡馬に、第5仔のスカイクラシックはカナダだけでなくアメリカ合衆国でも最優秀芝牡馬となっている。第6仔のクラシックスルーは未出走となったものの、第7仔クラシックレインがステークスウィナーに、第8仔オルウェイズアクラシックがアメリカ合衆国のアーリータイムズ・ターフクラシックに勝利し、産駒全体の合計取得金額は600万ドルに達した。また、クラッシーンスマートは母として、カナダ・アメリカ両国で殿堂入りを果たしたダンススマートリー、全米リーディングサイアーとなるスマートストライクを出しており、スカイクラシックは種牡馬としてカナダ年度代表馬のソーンフィールドなどを輩出している。
ノークラスはオルウェイズアクラシックを生んだ後に、19歳で死亡した。その生涯で8頭の産駒を残し、レースに出走した7頭中7頭ともステークス競走に勝利する優れた繁殖成績を称えて1997年にカナダ競馬名誉の殿堂に殿堂馬として選出された。ダンススマートリーは1995年に、スカイクラシック、クラッシーンスマート、スマートストライクも後に殿堂入りしており、カナダにおける名牝系の一つとなっている。日本にもその子孫は輸入されており、ラヴェリータが関東オークスなどを制しているほか、輸入されたマーゴーンの仔からハッピースプリント（全日本2歳優駿、北海道2歳優駿）が出ている。

### ノークラスの牝系
牝系図の主要な部分（G1級競走優勝馬、日本のグレード制重賞優勝馬、その他個別記事のある馬）は以下の通り。*は日本に輸入された馬。
- No Class 1974
  - Classy'n Smart 1981
    - Dance Smartly 1988（BCディスタフ）
      - *スキャターザゴールド 1997
      - Dancethruthedawn 1998（ゴーフォーワンドH）
        - Danceinthesunlight 2005
          - Moreno 2010（ホイットニーH）

      - Dancethruthestorm 2003
        - Danceforthecause 2011
          - Say the Word 2015（ノーザンダンサーターフS）

    - Whispered Secret 1990
      - *マーゴーン 1995
        - ハッピースプリント 2011（全日本2歳優駿など重賞7勝）

    - Seattle Classic 1991
      - Go Classic 1996
        - *ラヴェリータ 2006（関東オークスなど重賞7勝）
          - ネフェルティティ 2013
            - ラムジェット 2021（東京ダービー、ユニコーンS）

      - Hello Seattle 1997（マザリーンBCS）
      - Fleet of Foot 1999
        - Torreadora  2006
          - El Tormenta 2015（ウッドバインマイル）

    - Smart Strike 1992（フィリップ・H・アイズリンH）
    - Full of Wonder 1998（ナイアガラBCS）

  - Sky Classic 1987（ターフクラシックス招待SなどGI3勝）
  - Classic Slew 1988
    - Go First Class 1994
      - *ルネッサンスファウンド 2000
        - ムービングアウト 2004
          - テイエムサウスダン 2017（兵庫ジュニアグランプリなど重賞5勝）

  - Classic Reign 1989
    - Prairie Reign 1997
      - Moonlit Prairie 2002
        - Jackson 2008（ケープダービーなどGI3勝）

牝系図の出典：牝系検索α

## 血統表
| ノークラス (No Class)の血統 | ノークラス (No Class)の血統    | ノークラス (No Class)の血統 | （血統表の出典）   | （血統表の出典） |
| 父系                        | スターキングダム系             | スターキングダム系          | スターキングダム系 | [ § 2 ]          |
| 父 Nodouble 1965 栗毛       | 父の父Noholme 1956 栗毛        | Star Kingdom                | Stardust           | Stardust         |
| 父 Nodouble 1965 栗毛       | 父の父Noholme 1956 栗毛        | Star Kingdom                | Impromptu          |                  |
| 父 Nodouble 1965 栗毛       | 父の父Noholme 1956 栗毛        | Oceana                      | Colombo            | Colombo          |
| 父 Nodouble 1965 栗毛       | 父の父Noholme 1956 栗毛        | Oceana                      | Orama              |                  |
| 父 Nodouble 1965 栗毛       | 父の母Abla-Jay 1955 鹿毛       | Double Jay                  | Balladier          | Balladier        |
| 父 Nodouble 1965 栗毛       | 父の母Abla-Jay 1955 鹿毛       | Double Jay                  | Broomshot          |                  |
| 父 Nodouble 1965 栗毛       | 父の母Abla-Jay 1955 鹿毛       | Ablamucha                   | Don Bingo          | Don Bingo        |
| 父 Nodouble 1965 栗毛       | 父の母Abla-Jay 1955 鹿毛       | Ablamucha                   | Sweet Betty        |                  |
| 母 Classy Quillo 1969 鹿毛  | 母の父Outing Class 1960 黒鹿毛 | Nasrullah                   | Nearco             | Nearco           |
| 母 Classy Quillo 1969 鹿毛  | 母の父Outing Class 1960 黒鹿毛 | Nasrullah                   | Mumtaz Begum       |                  |
| 母 Classy Quillo 1969 鹿毛  | 母の父Outing Class 1960 黒鹿毛 | Track Medal                 | Khaled             | Khaled           |
| 母 Classy Quillo 1969 鹿毛  | 母の父Outing Class 1960 黒鹿毛 | Track Medal                 | Iron Reward        |                  |
| 母 Classy Quillo 1969 鹿毛  | 母の母Quillopoly 1958 鹿毛     | Princequillo                | Prince Rose        | Prince Rose      |
| 母 Classy Quillo 1969 鹿毛  | 母の母Quillopoly 1958 鹿毛     | Princequillo                | Cosquilla          |                  |
| 母 Classy Quillo 1969 鹿毛  | 母の母Quillopoly 1958 鹿毛     | Tonga                       | Polynesian         | Polynesian       |
| 母 Classy Quillo 1969 鹿毛  | 母の母Quillopoly 1958 鹿毛     | Tonga                       | Tirl               |                  |
| 母系(F-No.)                 | (FN:23-b)                      | (FN:23-b)                   | (FN:23-b)          | [ § 3 ]          |
| 5代内の近親交配             | Hyperion 5x5                   | Hyperion 5x5                | Hyperion 5x5       | [ § 4 ]          |
| 出典                        | 1. 2. 3. 4.                    | 1. 2. 3. 4.                 | 1. 2. 3. 4.        | 1. 2. 3. 4.      |